# Lyngen (fjord)

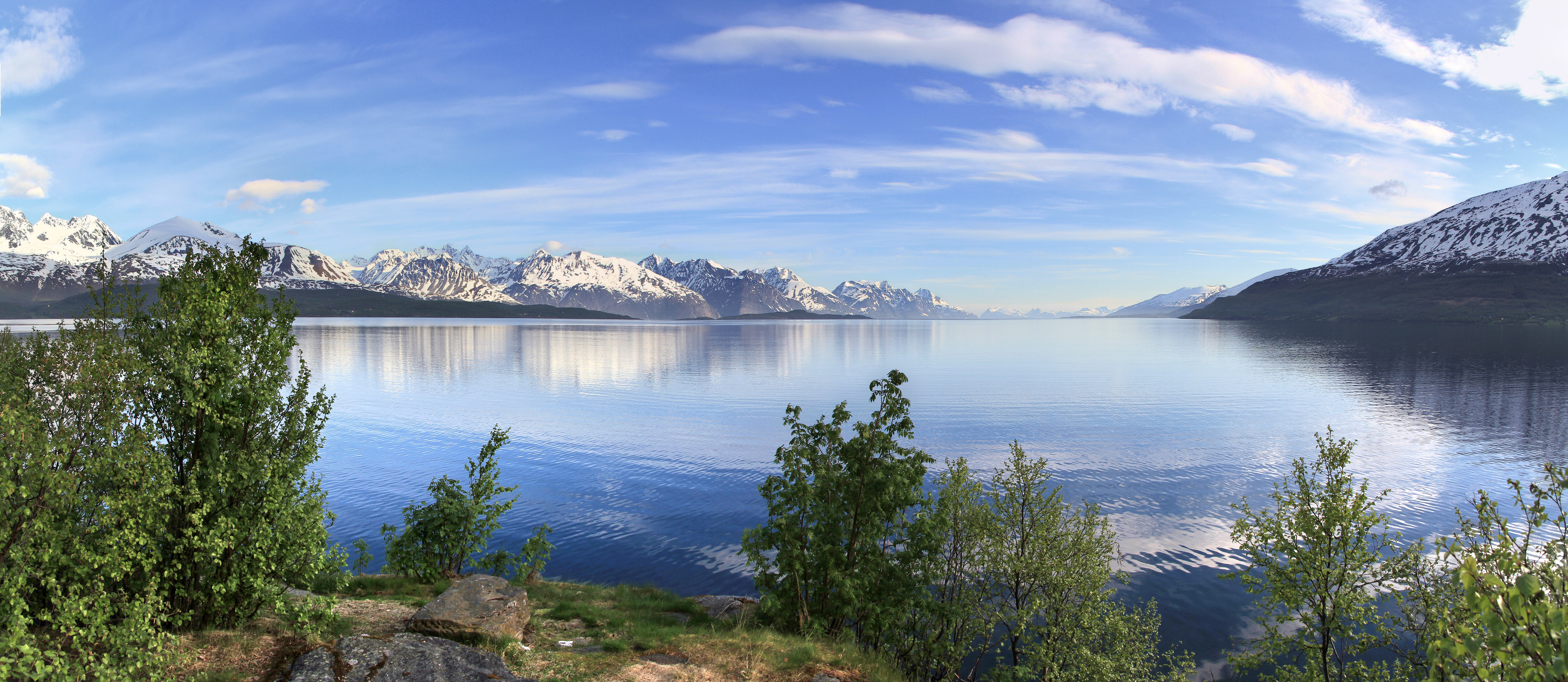
Fjorden Lyngen sedd från Nordneset i Kåfjords kommun.

Lyngen (eller Lyngenfjorden, nordsamiska: Ivguvuotna, kvänska: Yykeänvuono) är en omkring 85 kilometer lång, från norr till söder gående fjord i Troms fylke i norra Norge. Fjorden är fylkets största och är belägen öster om staden Tromsö.
Lyngens innersta del kallas Storfjorden. På Lyngenhalvön väster om fjorden, som genom Kjosen, en sidofjord till Ullsfjorden och det fem kilometer breda näset vid Lyngseidet delas i en sydlig och en nordlig del, finns vilka och starkt sönderskurna fjäll, högsta toppen är Jiehkkevárri (Jæggevarre).